# ميكاكوتشا (بحيرة)
بحيرة ميكاكوتشا (بالإسبانية Mikakucha) هي بحيرة في مقاطعة نابو في الإكوادور.

## الموقع
تقع في محمية أنتيسانا البيئية جنوب غرب بركان أنتيسانا.

## التسمية
يعني الاسم باللغة العربية «الطبق الخشبي».